# Droplaugarsona saga
Die Droplaugarsona saga (Saga von den Söhnen der Droplaug) ist eine Isländersaga, die um 1250 von unbekannter Hand verfasst wurde.
Sie spielt in Ostisland in der zweiten Hälfte des 10. Jahrhunderts.

## Sekundärliteratur
- Claudia Müller: Erzähltes Wissen. Die Isländersagas in der Möðruvallabók (AM 132 fol.) (= Texte und Untersuchungen zur Germanistik und zur Skandinavistik. Band 47). Peter Lang, Frankfurt am Main 2001 (zugleich Dissertation, Universität Bonn 1999).
- Jónas Kristjánsson: Eddas und Sagas. Die mittelalterliche Literatur Islands. Übertragen von Magnús Pétursson und Astrid van Nahl. H. Buske, Hamburg 1994, S. 255 f.
- Kurt Schier: Sagaliteratur (= Sammlung Metzler. Band 78). Metzler, Stuttgart 1970.
- Rudolf Simek, Hermann Pálsson: Lexikon der altnordischen Literatur (= Kröners Taschenausgabe. Band 490). Kröner, Stuttgart 1987, ISBN 3-520-49001-3.